# Museo Casa de Sucre
El Museo Casa de Sucre o Museo de la Defensa “Casa de Sucre” es una institución de carácter cultural ubicada en la ciudad de Quito, capital de Ecuador. Está dedicado a la memoria de sus más célebres ocupantes: el mariscal venezolano Antonio José de Sucre, héroe independentista latinoamericano y su esposa, la dama quiteña Mariana Carcelén, marquesa de Solanda y Villarocha. En el museo, ubicado en el centro histórico de la urbe, se pueden encontrar objetos personales de la pareja, muebles originales que se ocuparon en las diferentes estancias de la mansión, artículos de uso diario, e incluso mapas y documentos de la época de independencia.

## Historia

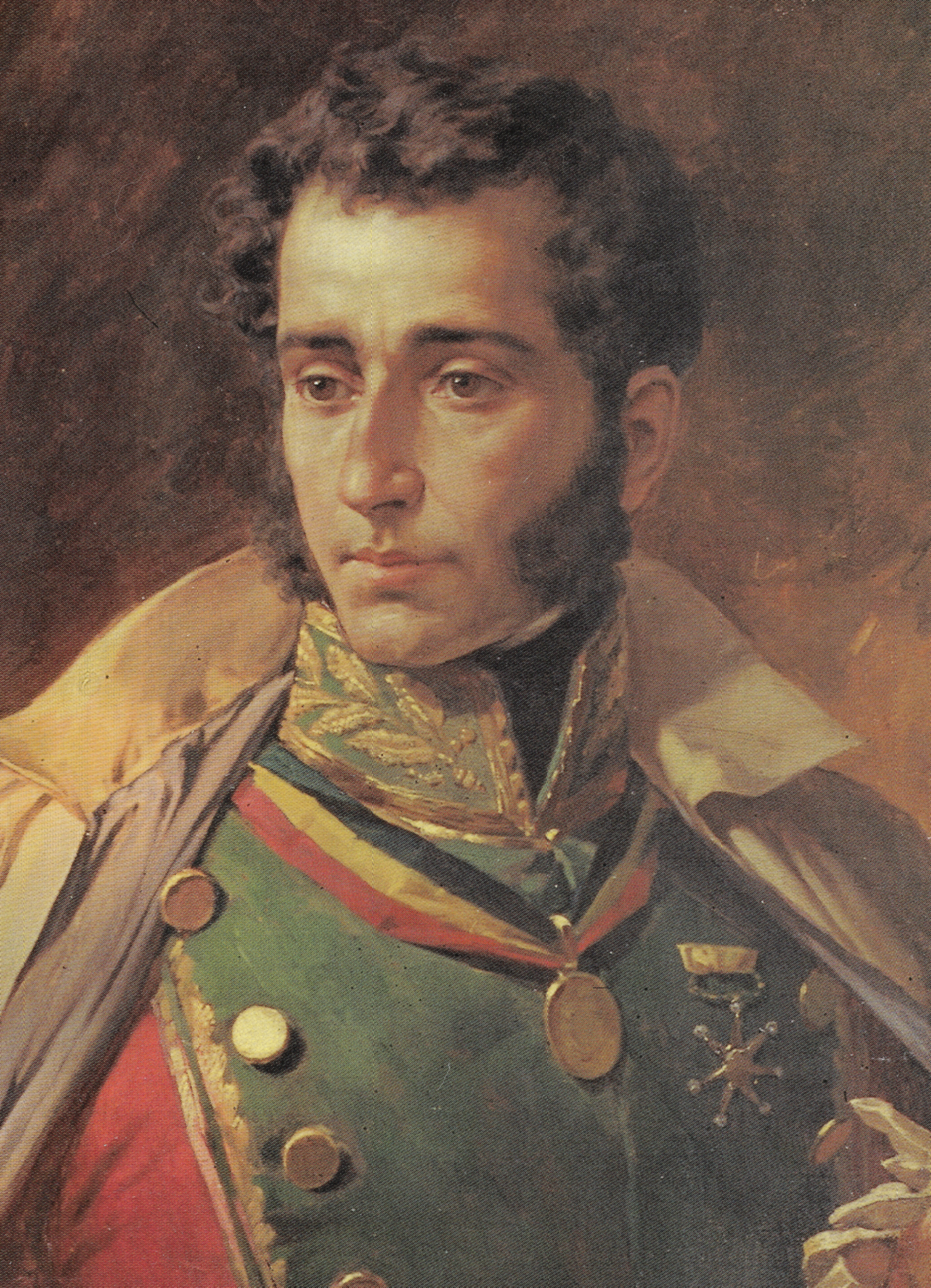
Antonio José de Sucre

El predio que ocupa actualmente la casa formaba parte de una sola construcción que abarcaba la mayor parte de la manzana, y que en 1714 pertenecía a Sebastián Pérez de Ubillús, quien al morir sin herederos se la dejó a su sobrino José Carcelén de Guevara y Pérez de Ubillús, V marqués de Villarocha. Éste, a su vez, se la heredaría a su primogénito, Felipe Carcelén de Guevara y Sánchez de Orellana, quien había heredado de su tía materna el marquesado de Solanda y era primer Alcalde ordinario del Cabildo de la ciudad de Quito.-
En 1823 la llamada Mansión Carcelén pasó a manos de Mariana Carcelén de Guevara y Larrea, primogénita de Felipe y por tanto heredera de los mayorazgos, títulos y propiedades de su padre. Pocas semanas después de que la Marquesa contrae matrimonio con el héroe independentista Antonio José de Sucre, el 20 de abril de 1828, éste adquirió la esquina del palacio marquesal por 24.000 pesos para establecerse cuando regresara a Quito, después de su periodo como presidente de Bolivia.
Los estudios de ingeniería que había realizado el Gran Mariscal de Ayacucho, le permitieron ordenar algunas adecuaciones en la casa mediante planos que le habían sido enviados por su apoderado, el general Vicente Aguirre; uno de estos cambios era el uso del color azul real para resaltar las molduras de los patios interiores, razón por la que la gente empezó a llamarla Casa Azul. También se encargaron muebles a Europa, aunque estos llegarían solamente después de la muerte del Mariscal.
A la muerte de Sucre, la mansión sería heredada por su pequeña hija Teresa, tal como se había estipulado en el testamento que había redactado antes de su partida al congreso que intentaría salvar inútilmente la Gran Colombia (1830). Sin embargo, la niña murió al caer del segundo piso de la casa en 1831, regresando la propiedad a manos de su madre, Mariana, quien se había vuelto a casar con el general Isidoro Barriga y López. La marquesa murió en 1861, siendo único heredero su hijo Luis Felipe Barriga y Carcelén de Guevara, quien estaba casado con Josefina Flores Jijón, hija del general Juan José Flores, primer presidente de Ecuador.

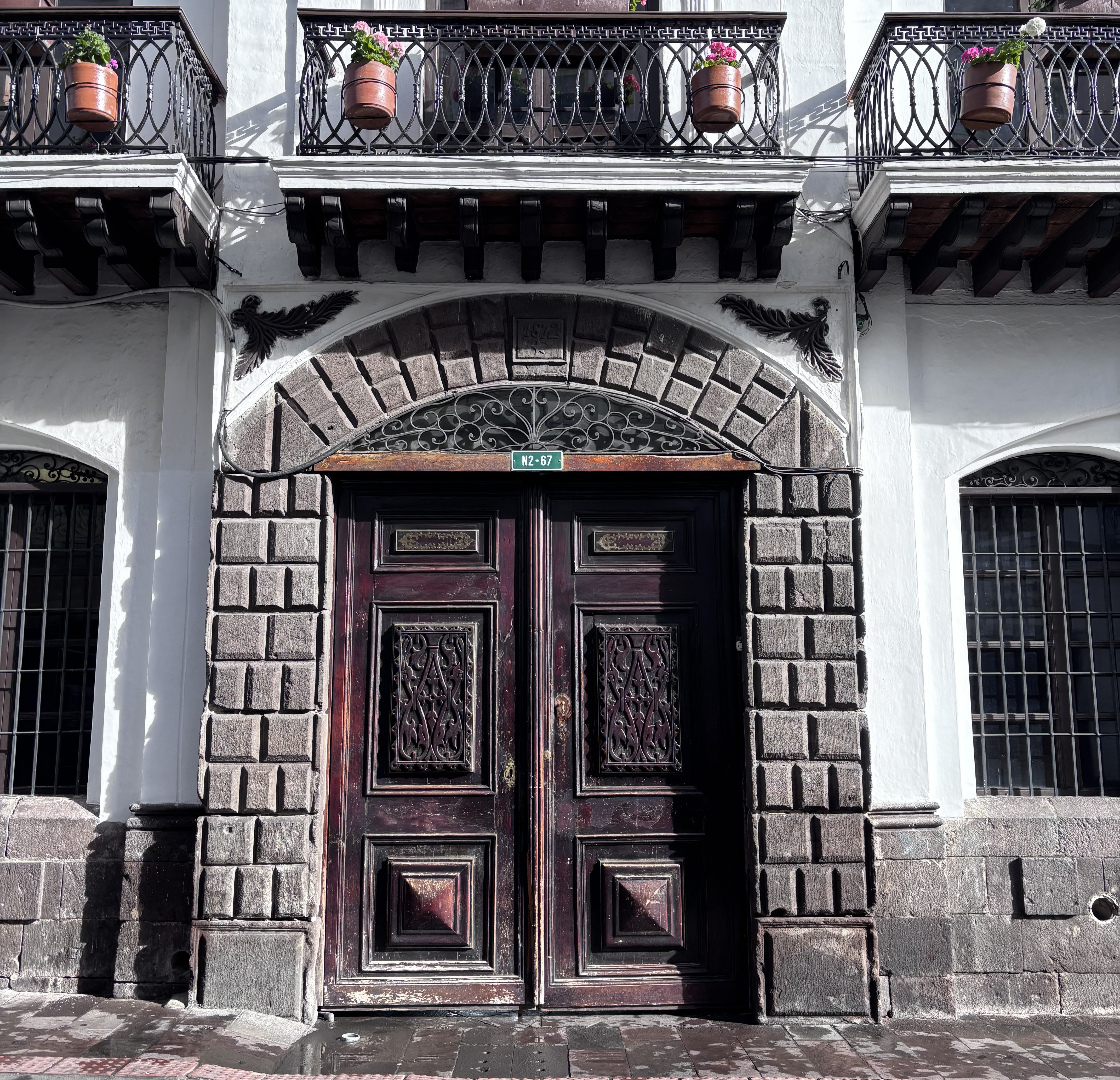
Entrada.

El alto estilo de vida que llevaban Luis Felipe y Josefina ocasionaron vicisitudes económicas que debieron solventar con el fraccionamiento y venta de la mansión. La primera parte, ubicada al extremo sur de la manzana sobre la calle Venezuela, y que se la reservaron para sí mismos; acabó siendo heredada más adelante por parientes de Josefina. La segunda, que seguía a la anterior por el norte, se la debieron entregar a Francisco Espinosa Fabara por favores recibidos de su parte. Finalmente, la esquina norte, que constituía la parte más importante de la mansión y donde se encuentra el actual museo, fue rematada en la escribanía del Dr. Cosme Salazar; siendo adquirida por Ramón Paz y Miño en 28.000 pesos.
A la muerte de Ramón Paz y Miño, la ahora fraccionada casa es heredada por su esposa, Alejandrina Cabezas, quien contrajo nuevas nupcias con el español Gustavo Barba Segalerva y Linares. En 1953 Carmelita Barba Segalerva y Cabezas heredaría la propiedad, que pasaría finalmente a su propia hija, Carmela Barba Segalerva y Gómez de la Torre. En 1970, la Honorable Junta de Defensa Nacional gestiona la adquisición del inmueble a su última propietaria, pagando por él una suma de tres millones de sucres durante los gobiernos de José María Velasco Ibarra y Guillermo Rodríguez Lara.
En 1972 se inició la recuperación integral del inmueble por parte del Ministerio de Defensa. Los trabajos estuvieron a cargo del arquitecto Andrés Peñaherrera Matheus, que coincidencialmente estaba emparentado con los antiguos Marqueses de Solanda, y quien reinterpretó las cartas enviadas por Sucre a su apoderado, recuperando las estancias históricas de la mansión. El 24 de mayo de 1977 se abre formalmente al público la edificación convertida en un museo dedicado a la memoria de la familia Sucre-Carcelén. Nuevos y más minuciosos trabajos de restauración y museología se llevaron a cabo en la primera década del siglo XXI, a cargo del FONSAL, siendo reinaugurado el 24 de mayo de 2008.

## Colección
Además del patio central de estilo andaluz, en los dos pisos de la casa existen trece estancias abiertas al público, y otras tantas que sirven como bodegas del museo, salas de restauración y oficinas. Originalmente el primer piso estaba destinado a las cocheras, bodegas y habitaciones de los empleados, mientras que el segundo nivel era de uso exclusivo de la familia.
Actualmente el Museo exhibe importantes pinturas de la época, en las que se retrata tanto a la familia Carcelén, al Mariscal de Ayacucho y a otros héroes y próceres de la Independencia ecuatoriana.

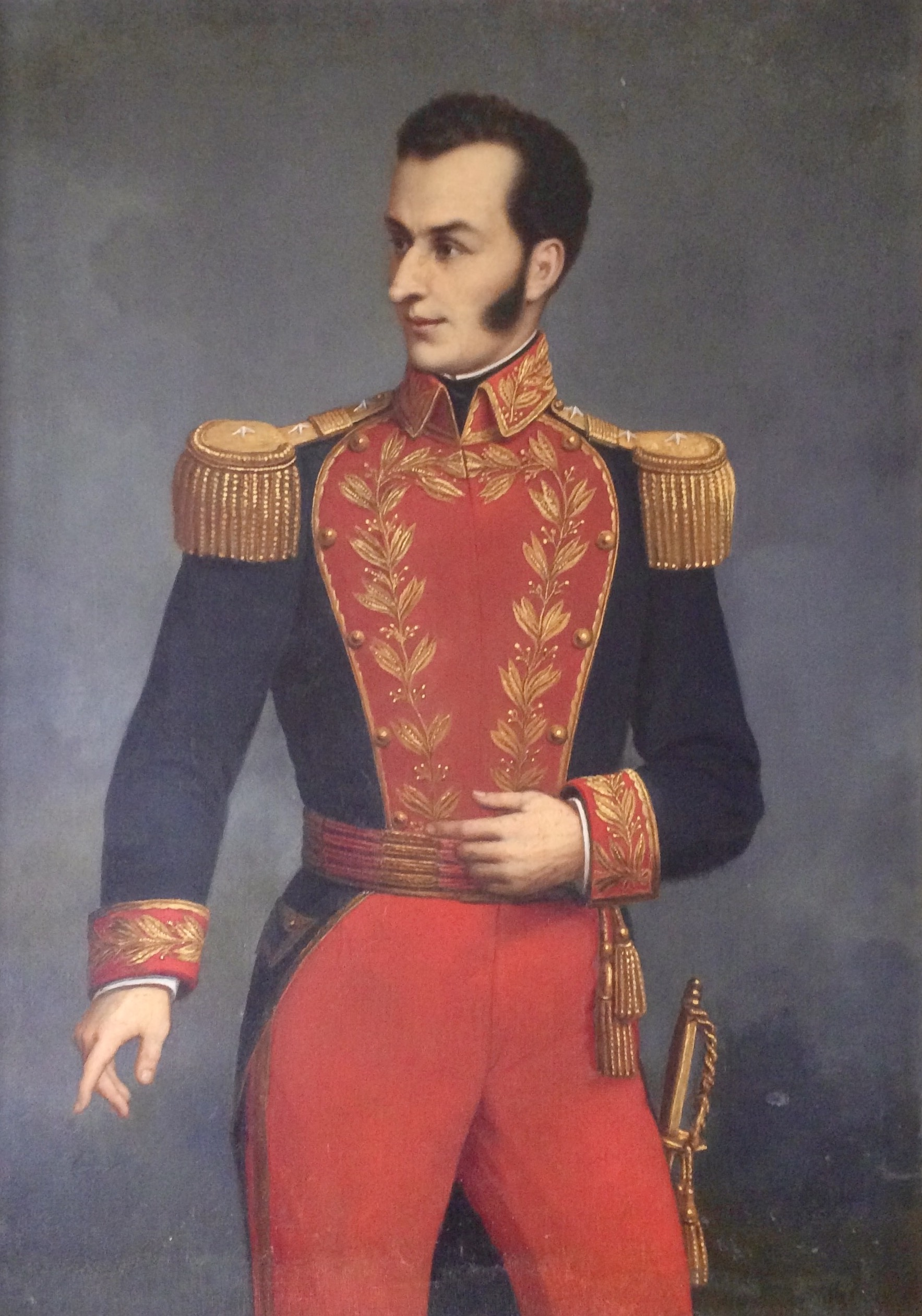
Antonio José de Sucre (anónimo, s. XIX), en la Sala de visitas.
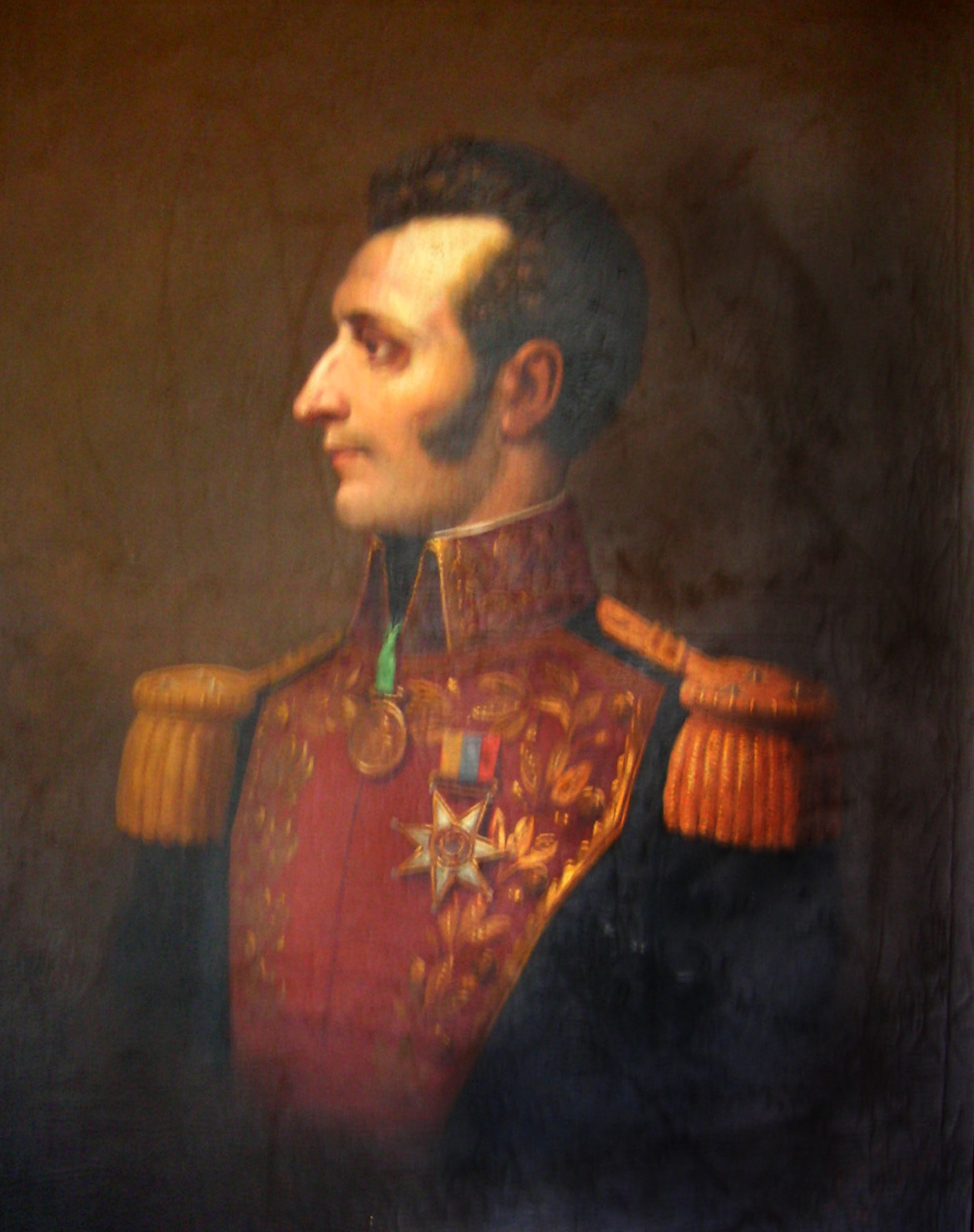
Antonio José de Sucre, en la Pulpería.
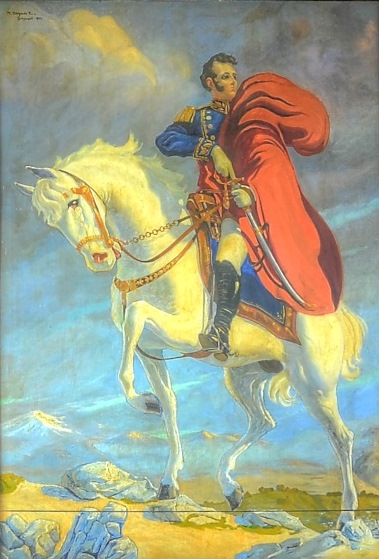
Antonio José de Sucre, en la Sala de Visitas.
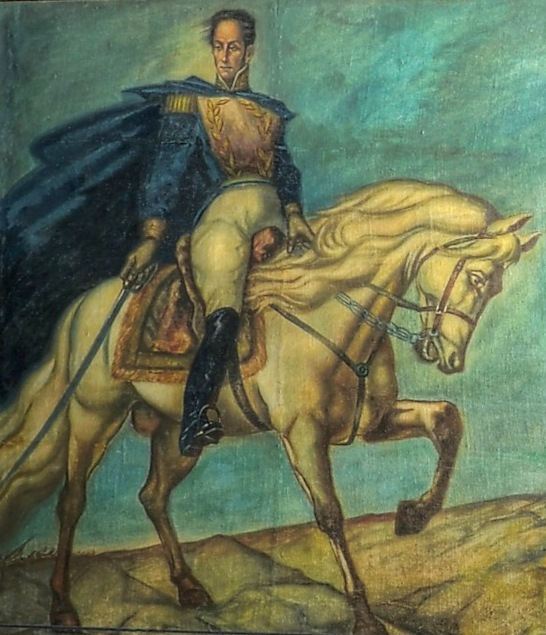
Simón Bolívar, en la Sala de Visitas.
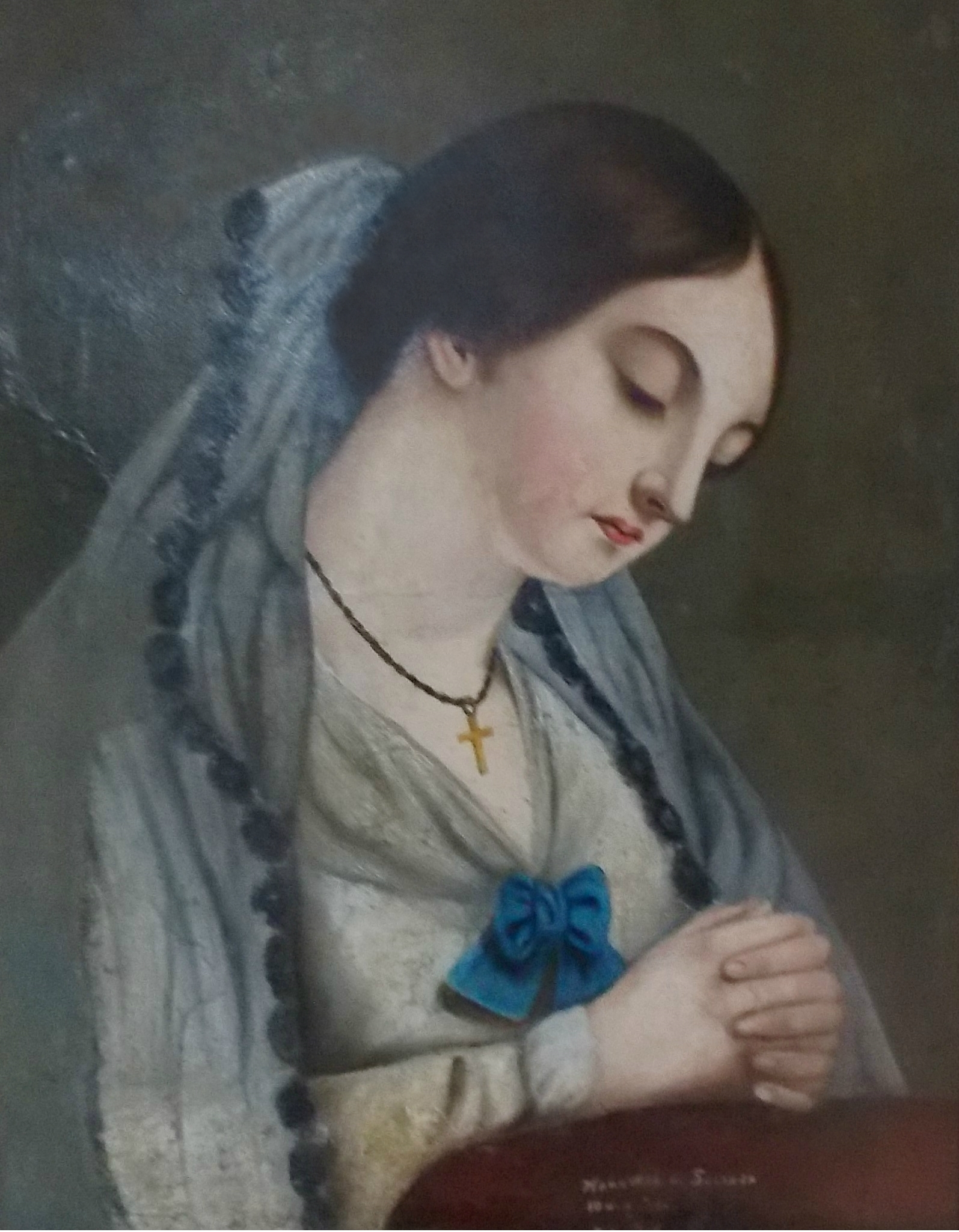
Mariana Carcelén, en la Sala Principal.
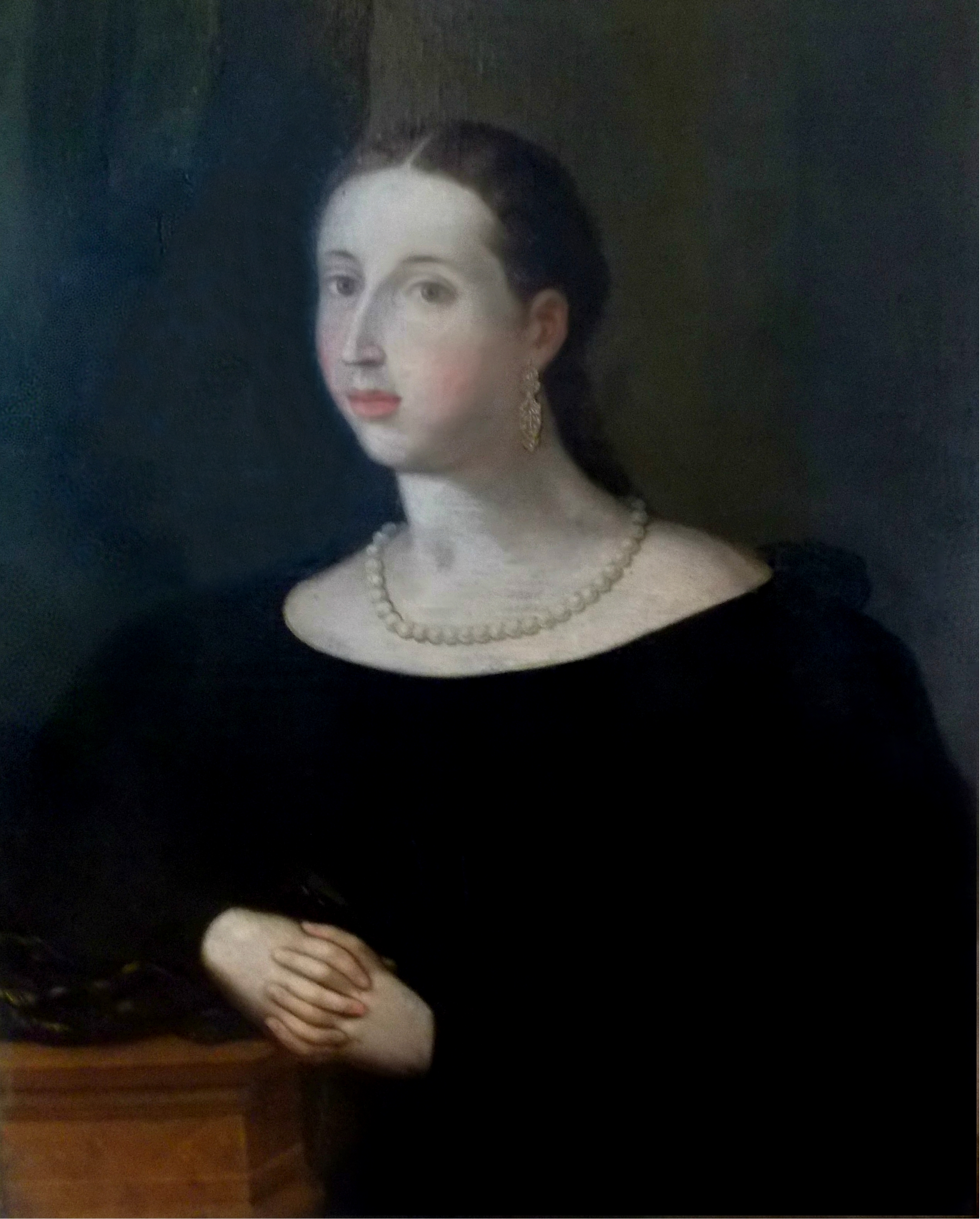
Teresa de Larrea, en la Sala Principal.
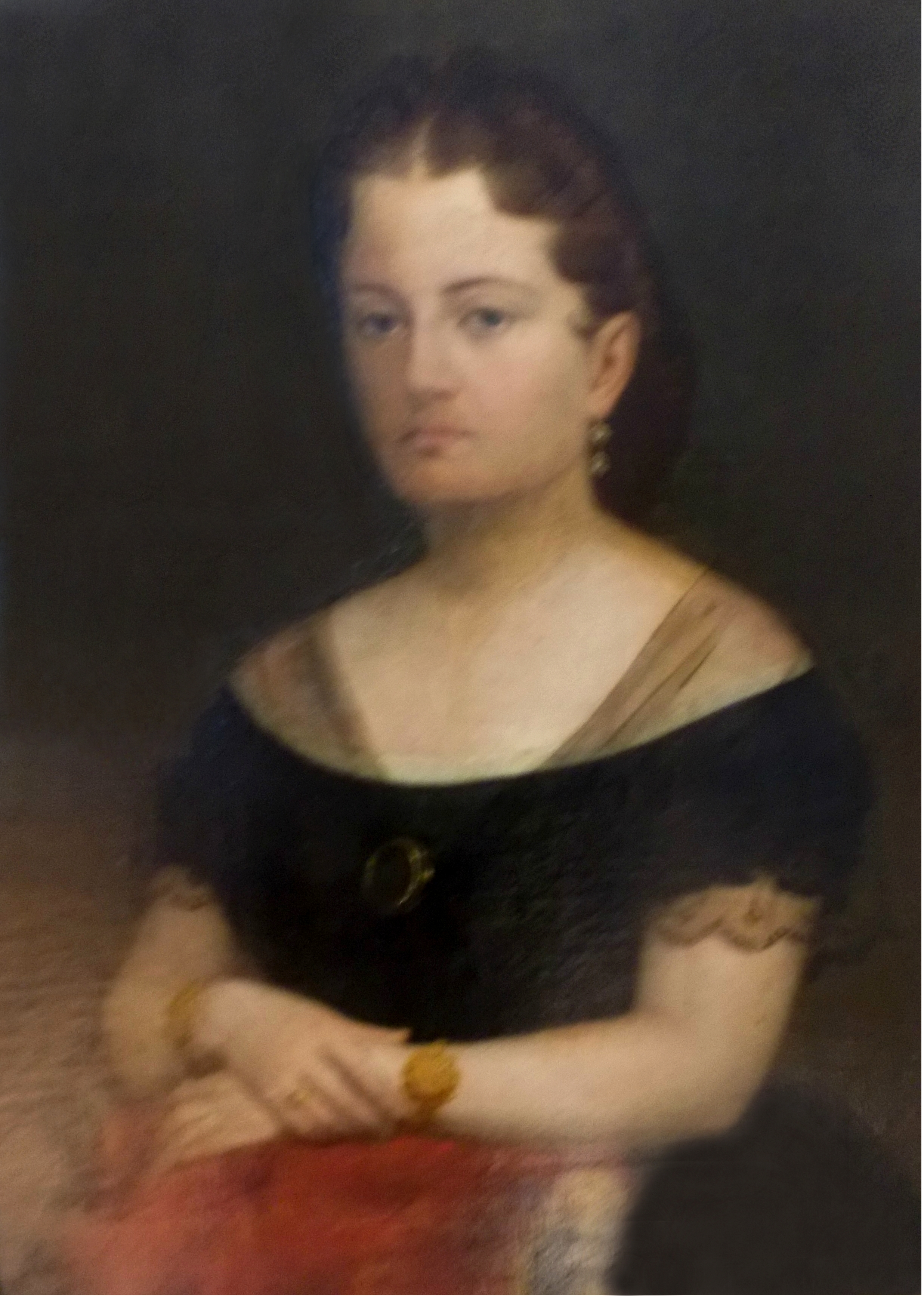
María Rosa Carcelén, en la Sala Principal.
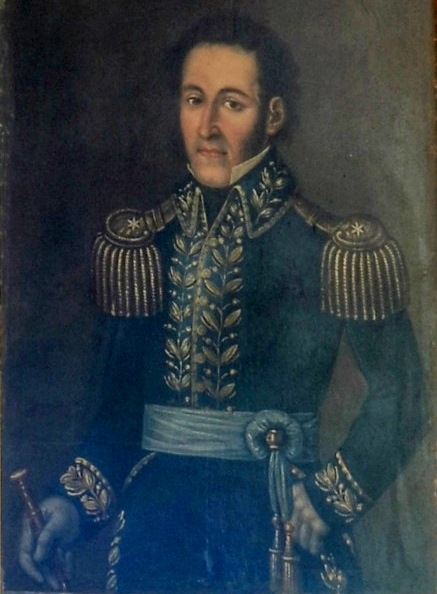
Luis Matheu, en la Sala Principal.
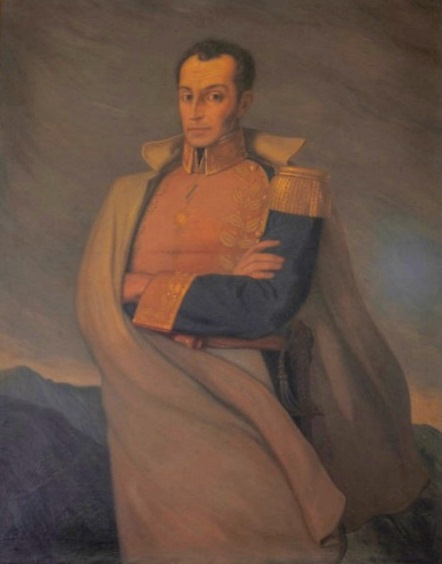
Simón Bolívar, en la Sala Principal.
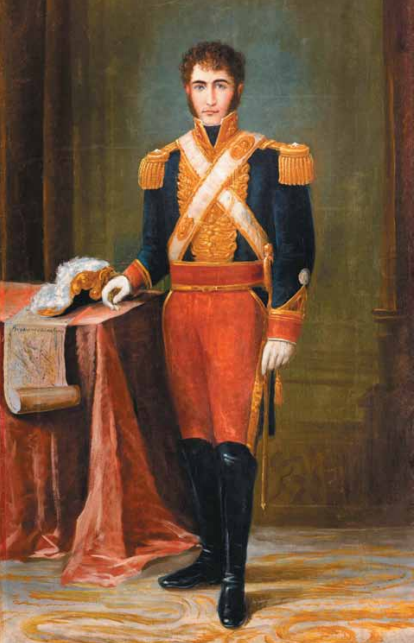
Carlos de Montúfar, en la Sala Principal.
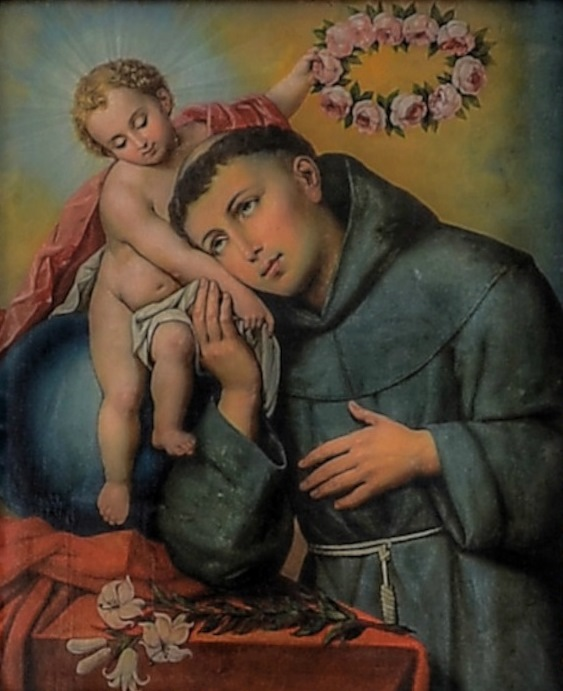
San Antonio, en el Oratorio.

### Patios
La entrada principal presenta piso de piedra de canto rodado, decorado con huesos de res y que en conjunto con la pila del patio interior forman una simetría perfecta, algo típico en las casas de estilo andaluz. La fuente de piedra andesita fue añadida nuevamente en la restauración del 2008, y corresponde exactamente a los planes de decoración del inmueble que el mariscal Sucre había señalado en un epistolario cuando adquirió la casa; se encuentra coronada por cuatro sapos que señalan con exactitud los cuatro puntos cardinales, se dice que la marquesa de Solanda solía lanzar monedas desde el segundo piso pidiendo deseos, por lo que además de ser conocida como Fuente de los Sapos es también llamada Fuente de los Deseos.

El patio posterior, también conocido como Patio de Servicio, era usado por los empleados para comunicarse entre pisos sin ser vistos por la familia ni los invitados en ocasiones especiales. Las barandas que se exhiben son originales de la época, al igual que los faroles que iluminaban el tránsito por las noches. La escalera de madera fue sustituida por una de hormigón en la remodelación de la década de 1970, sobre todo por razones de seguridad, pues la original estaba muy deteriorada al haber estado a la intemperie por más de un siglo.

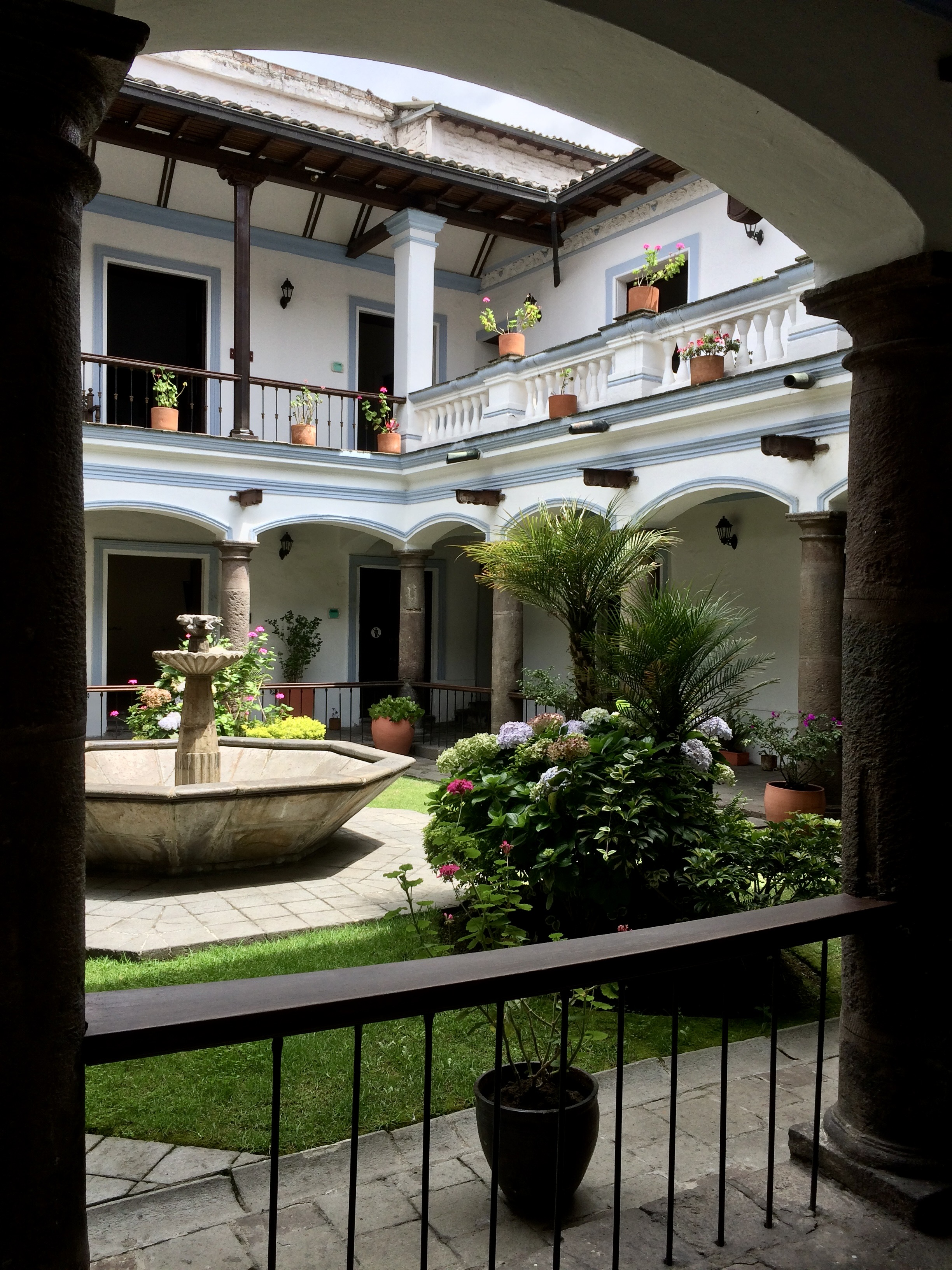
Patio interior con vista a la Fuente de los sapos.
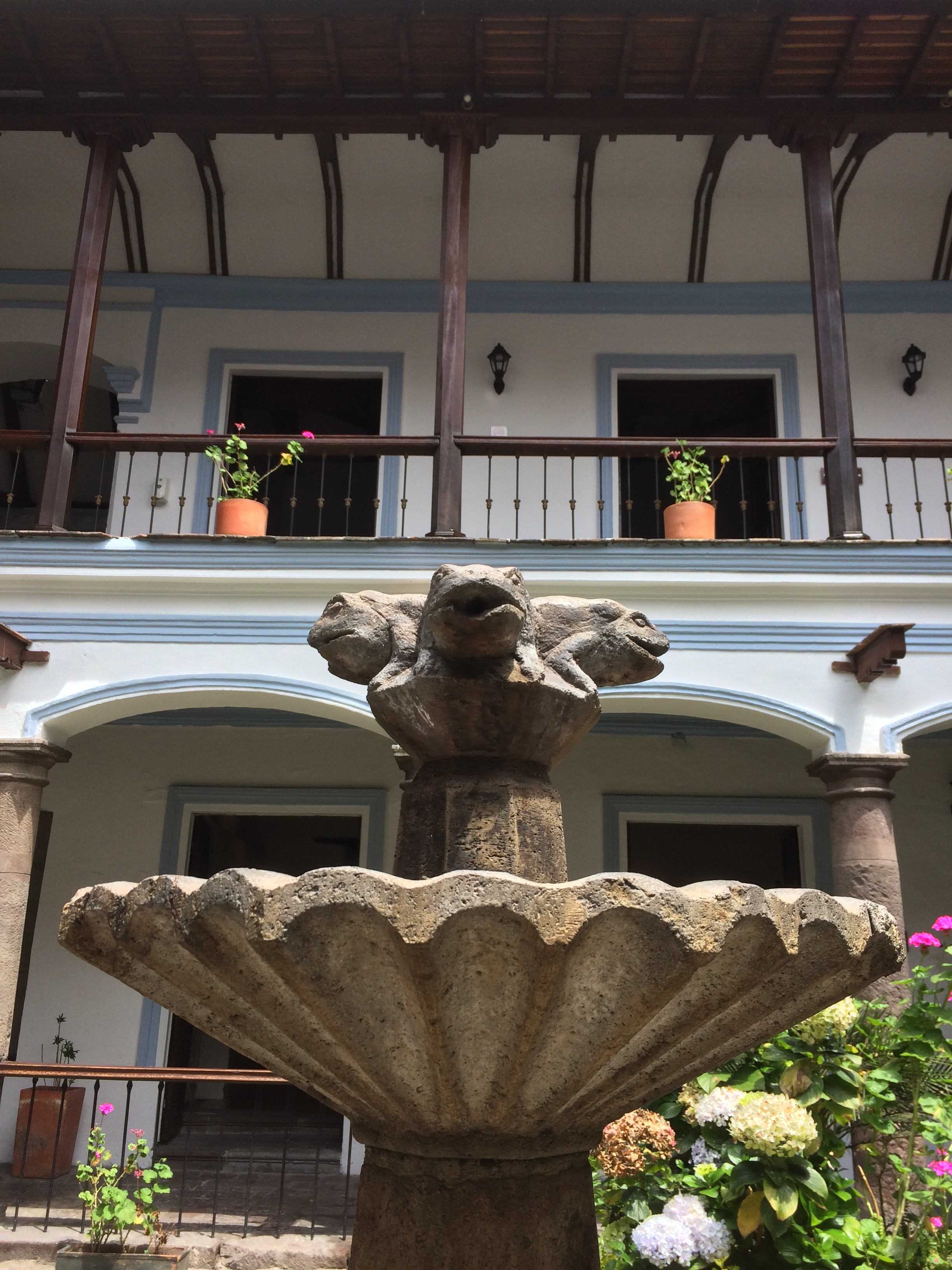
Fuente de los sapos, detalle.

### Primer piso
En el primer piso el recorrido empieza en la Pulpería, un espacio en el que se reproduce el uso colonial de la tienda de abastos que funcionaba en la esquina inferior de la mansión. Las antiguas cocheras fueron convertidas en el Salón Auditorio, decorado con pinturas del siglo XIX que representan a Sucre y a Bolívar, además de bancas y sillas de inicios del siglo XX. Las habitaciones de la servidumbre y las bodegas han sido convertidos en salas de exposiciones temporales y oficinas del Museo. En la parte trasera del recinto, en el Patio de Servicio se encuentra la llamada Sala de Arneses, que mantiene el uso que se le daba en la época para guardar las sillas de montar, marcador de ganado, cepillos para el pelaje, estribos y arneses.

### Segundo piso

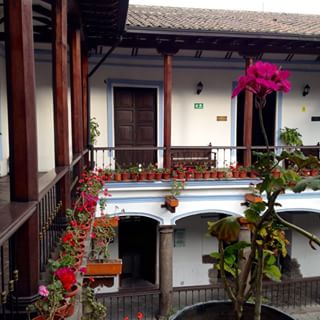
Segundo piso del Museo.

En la planta alta podemos encontrar la Sala de Visitas, lugar en el que la pareja recibía a sus amigos más allegados. Se encuentra adornada con óleos de los pintores Salguero y Delgado, entre los que destaca uno de Manuela Sáenz siendo coronada con laureles por Simón Bolívar, y uno de gran tamaño que representa al mariscal Sucre sobre un corcel blanco tras el triunfo en la batalla de Ayacucho. El Salón Principal, que al encontrarse en plena esquina de los corredores oriental y norte presenta una curiosa forma de "L", era el centro mismo de la vida social de la casa, pues albergaba dos saletas para damas y caballeros en cada extremo y una mesa de juegos en la sección central. El Oratorio está presidido por varias imágenes religiosas de la escuela quiteña, relicarios originales fabricados en madera y cuero, así como instrumentos musicales como una guitarra y un arpa.
La Alcoba perteneció originalmente a la hermana menor de Mariana, doña María Manuela Carcelén, que vivió con la marquesa después de que su matrimonio con el marqués de San José fue anulado por El Vaticano. En ella se pueden encontrar elementos propios de las recámaras de la época; pero el detalle que más destaca en esta habitación es el hecho de una de sus paredes era movible, pensado en los diseños del mariscal Sucre para poder agrandar o achicar la pieza de acuerdo a las necesidades de espacio en las estancias contiguas.

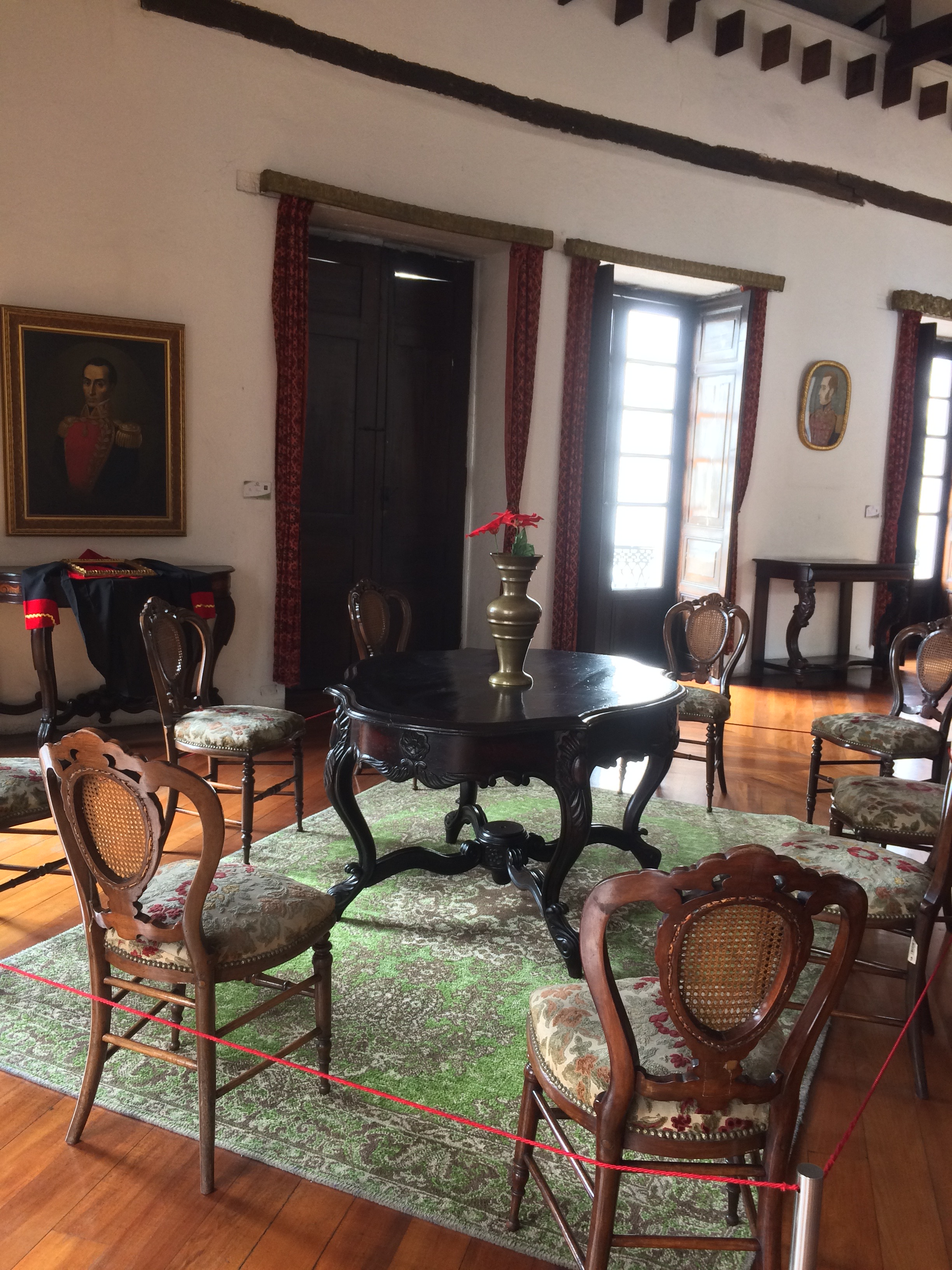
Interior, segundo piso.

El Comedor es una representación del original, e incluye mobiliario de acuerdo a la usanza de la época entre los que destaca el mueble que se usaba para guardar la costosa vajilla de porcelana italiana y la cristalería francesa que la marquesa de Solanda había heredado de su abuela materna. En una pequeña estancia comunicada directamente con la cocina del segundo piso, se encuentra un espacio conocido como El Repostero; lugar que era usado de manera íntima por la familia para servirse los desayunos, así como el chocolate de la tarde acompañado de pastelería recién horneada. Finalmente, el Estudio está dedicado a los objetos personales del Gran Mariscal y su esposa, como el escritorio de madera de capulí, un traje francés de frac con bastón de bambú, charreteras, cascos y elementos militares, pañoletas de Manila, alhajeros y bolsos de mano.